# Mirzāpur (ort i Bangladesh)
Mirzāpur är en ort i Bangladesh.   Den ligger i provinsen Dhaka, i den centrala delen av landet, 50 km nordväst om huvudstaden Dhaka. Mirzāpur ligger 15 meter över havet och antalet invånare är 41 137.
Terrängen runt Mirzāpur är mycket platt. Det finns inga andra samhällen i närheten.
Trakten runt Mirzāpur består till största delen av jordbruksmark. Runt Mirzāpur är det mycket tätbefolkat, med 1 266 invånare per kvadratkilometer.